# AnyReader
AnyReader — утилита представляет собой эффективное средство для копирования данных с нечитаемых или повреждённых носителей информации (жёсткий диск, компакт-диск, флеш-карта, дискета и т. д.), а также по копированию файлов с нестабильных сетей LAN и Wireless LAN.

## Описание
AnyReader предлагает широкий спектр услуг, в частности, можно указать степепь повреждённости или количество попыток чтения с носителя информации. Во время операции копирования, исходные файлы остаются нетронутыми, утилита сохраняет новые копии в любой каталог, который укажет пользователь, тем самым гарантируя абсолютную безопасность использования.
Утилита не является кроссплатформенным программным обеспечением и работает только на компьютерах под управлением 32-битных и 64-разрядных операционных систем Microsoft Windows.

## Возможности
- Копирование информации с повреждённых CD/DVD/Blu-ray Disc/HDD.
- Продолжение записи, после обрыва (Bluetooth, LAN и Wi-Fi).
- Копирование с нестабильных сетей.
- Ремонт повреждённых файлов.
- Неограниченное количество попыток чтения с повреждённых файлов.
- Поддерживает копирование файлов любого размера.
- Многоязычная поддержка.